# إريك فاسكيز
إريك فاسكيز (بالإسبانية: Eric Vásquez)‏ هو لاعب كرة قدم بنمي في مركز الدفاع، ولد في 8 يناير 1988 في مدينة بنما في بنما. شارك مع منتخب بنما لكرة القدم. أما مع النوادي، فقد لعب مع San Francisco F.C. ‏.

## وصلات خارجية
- إريك فاسكيز على موقع إي إس بي إن إف سي (الإنجليزية)
- إريك فاسكيز على موقع قاعدة بيانات كرة القدم.إي يو (الإنجليزية)
- إريك فاسكيز على موقع ناشيونال فوتبول تيمز (الإنجليزية)
- إريك فاسكيز على موقع Soccerway.com (الإنجليزية)
- إريك فاسكيز على موقع عالم كرة القدم.نت (الإنجليزية)